# Aviation Traders ATL-90 Accountant
Aviation Traders ATL-90 Accountant – brytyjski średniodystansowy samolot pasażerski z okresu po II wojnie światowej.

## Historia
W połowie lat pięćdziesiątych zaczęto wycofywać z użytku samoloty pasażerskie pochodzące z lat drugiej wojny światowej ze względu na ich zużycie, w związku z tym rozpoczęto prace nad budową nowych typów samolotów. Jedna z takich konstrukcji została opracowana przez firmę Aviation Traders, która wcześniej zajmowała się przebudową samolotów wojskowych na samoloty cywilne. 
Konstrukcja samolotu została oparta na koncepcji samolotu DC-3, które wcześniej firma przebudowywała z wersji wojskowych na cywilne. W krótkim czasie zbudowano samolot, który otrzymał oznaczenie ATL-90 Accountant. Pierwszy lot samolotu odbył się w dniu 9 lipca 1957 roku. Następnie przeprowadzono szereg lotów i samolot wykonał odpowiednią liczbę godzin lotów, aby otrzymać niezbędne certyfikaty. Pokazany został również na pokazach lotniczych w Farnborough w 1957 roku. 
Pomimo że samolot w pełni spełniał wymogi średniodystansowego samolotu pasażerskiego, lecz uwagi na mało znaną firmę która go zbudowała, nie spotkał się on z zainteresowaniem linii lotniczych i rozpoczęto jego produkcji. W 1960 roku w czasie kolejnego lotu próbnego doszło do wypadku i samolot został uszkodzony. Nie został już naprawiony i zaniechano dalszych prac.
Ostatecznie wyprodukowano tylko jeden taki samolot.

## Użycie w lotnictwie
Samolot ATL-90 Accountant był tylko prototypem, którego używano do lotów badawczych, próbnych i reklamowych.

## Opis techniczny
Samolot ATL-90 Accountant był dolnopłatem o konstrukcji całkowicie metalowej. Kabina załogi zakryta, przedział pasażerski wyposażony w 28 miejsc. Napęd samolotu stanowiły dwa silniki turbośmigłowe. Podwozie trójkołowe chowane w locie.